# Petra Fichtinger
Petra Fichtinger (* Oktober 1973) ist eine österreichische Tischtennis-Spielerin. Sie nahm dreimal an Weltmeisterschaften teil.

## Werdegang
Erste internationale Erfolge erzielte Petra Fichtinger bei Jugend-Europameisterschaften. 1987 holte sie bei den Schülern im Mixed mit Karl Jindrak Bronze. Ein Jahr später erreichte sie im Doppel mit der Ungarin Adrienne Rakos das Endspiel. In Granada wurde sie 1991 Vizeeuropameisterin im Einzel hinter Krisztina Tóth (Ungarn), im Doppel mit Anna Januszyk (Polen) gewann sie den Titel. In dieser Zeit trainierte sie im Leistungszentrum Stockerau unter Andrzej Baranowski.
Petra Fichtinger spielte bei den Vereinen UTTC Raika Oberndorf, später bei Union Raiffeisen Oberndorf, ehe sie 2002 ihre Karriere beendete.
1992 belegte sie in der nationalen Rangliste Platz 1. Bei den nationalen österreichischen Meisterschaften siegte sie von 1991 bis 1997 insgesamt sechsmal im Einzel. Von 1989 bis 1998 wurde sie viermal für Europameisterschaften nominiert, dreimal nahm sie an Weltmeisterschaften teil. In die Nähe von Medaillenrängen kam sie dabei nicht.
Nach 1997 trat sie international nicht mehr auf, 2002 beendete sie ihre aktive Laufbahn.

## Turnierergebnisse
| Verband | Veranstaltung                         | Jahr | Ort        | Land | Einzel    | Doppel    | Mixed      | Team |
| ------- | ------------------------------------- | ---- | ---------- | ---- | --------- | --------- | ---------- | ---- |
| AUT     | Jugend-Europameisterschaft (Kadetten) | 1988 | Novi Sad   | YUG  |           | Silber    |            |      |
| AUT     | Jugend-Europameisterschaft (Junioren) | 1991 | Granada    | ESP  | Silber    | Gold      |            |      |
| AUT     | Pro Tour                              | 1997 | Lyon       | FRA  | letzte 32 | Rd 1      |            |      |
| AUT     | Pro Tour                              | 1997 | Linz       | AUT  |           | Rd 1      |            |      |
| AUT     | Pro Tour                              | 1997 | Gdańsk     | POL  | letzte 16 | Silber    |            |      |
| AUT     | Weltmeisterschaft                     | 1995 | Tianjin    | CHN  | letzte 64 | letzte 64 | letzte 32  | 31   |
| AUT     | Weltmeisterschaft                     | 1991 | Chiba City | JPN  | Qual      | letzte 64 | letzte 128 | 29   |
| AUT     | Weltmeisterschaft                     | 1989 | Dortmund   | FRG  | Qual      | letzte 64 | letzte 128 | 20   |